# XXXIXe congrès du Parti communiste français
Le XXXIXe congrès du Parti communiste français (PCF) se tient du 7 au 10 avril 2023 à Marseille.

## Contexte
Le XXXIXe congrès du PCF se tient après l'élection présidentielle de 2022, qui a vu pour la première fois depuis Marie-George Buffet en 2007 un candidat du parti se présenter à la présidentielle, Fabien Roussel, qui a obtenu 2,28 % des suffrages exprimés et s'est placé en huitième position, devant les candidats trotskystes, Nicolas Dupont-Aignan, et la candidate du Parti socialiste Anne Hidalgo.
Le Parti communiste signe un accord avec La France insoumise le 1er mai 2022 et participe ainsi à la création de la Nouvelle Union populaire écologique et sociale (NUPES) en vue des élections législatives de 2022. Le PCF obtient 50 circonscriptions. Malgré quelques réticences à l'accord au sein du parti et quelques candidatures hors-accord, la campagne n'est pas marquée de dissidences importantes comme cela a pu être le cas pour le PS. Après un doute sur le maintien d'un groupe communiste à l'Assemblée après les élections (seuls 12 membres du groupe GDR sont encartés au PCF), le groupe est tout de même sauvé grâce à certains députés ultra-marins.

## Organisation du congrès

### Calendrier du congrès[4]
- 2 septembre 2022 : Comité exécutif national : préparation du 39e congrès ;
- 17-18 septembre 2022 : Conseil national : adoption de la commission de transparence des débats, de la commission du texte et de la commission des statuts ;
- 3-4 décembre 2022 : Conseil national : vote du projet de base commune, adoption de la commission des candidatures ;
- 8 janvier 2023 : Date limite de dépôt des textes alternatifs ;
- 27-28-29 janvier 2023 : Vote des communistes pour le choix de la base commune ;
- 4-5 février 2023 : adoption du projet de modification des statuts par le Conseil National ;
- 4-5 et 11-12 mars 2023 : Congrès de section ;
- 18-19 et 25-26 mars 2023 : Congrès des fédérations ;
- 7-8-9-10 avril 2023 : Congrès national.

## Textes soumis aux votes des communistes
Le 4 décembre 2022, le Conseil national adopte une proposition de base commune de la direction du parti, intitulée « L’ambition communiste pour de nouveaux «Jours heureux» », avec 84 voix pour, 55 contre et 5 abstentions.
Un seul texte alternatif est proposé :
- « Urgence de communisme. Ensemble pour des victoires populaires », autour des députés Elsa Faucillon, Stéphane Peu et Nicolas Sansu, rejoints par Pierre Laurent et Marie-George Buffet, anciens secrétaires nationaux .

## Vote sur la base commune
Ce vote se tient les 27, 28 et 29 janvier 2023.
| Résultats | Résultats | Résultats |
| Textes | Résultat  | Résultat  |
| Textes | Voix      | %         |
| --- | --------- | --------- |
| « L’ambition communiste pour de nouveaux «Jours heureux» » Proposition de base commune adoptée par le Conseil national | 23 930    | 81,92 %   |
| « Urgence de communisme. Ensemble pour des victoires populaires » Texte alternatif 1                                   | 5 282     | 18,08 %   |
| |           |           |
| Inscrits | 42 237    | 100,00 %  |
| Votants | 29 898    | 70,79 %   |
| Suffrages exprimés | 29 212    | 97,71 %   |
| Blancs ou nuls | 686       | 2,29      |

## Membres de la direction
L'élection du secrétaire national se tient le 10 avril 2023, au cours du congrès. La liste des candidats au Conseil national dirigée par Fabien Roussel est adoptée par les délégués à 80,4% des voix.
- Secrétaire national : Fabien Roussel
- Coordinateur de l'exécutif : Igor Zamichiei
- Président du Conseil national : remplacé par un collectif d’animation du CN
- Trésorier national du PCF : Christophe Grassullo
- Porte-paroles : Ian Brossat, Cécile Cukierman, Barbara Gomes, Cathy Apourceau-Poly et Léon Deffontaines
- Membres du Comité : Jérémy Bacchi, Amar Bellal, Lydie Benoist, Hélène Bidard, Sandra Blaise, Frédéric Boccara, Vincent Boulet, Stéphane Bonnéry, Céline Brulin, Marie-Christine Burricand, Taylan Coskun, Pierre Dharréville, Fabien Gay, Clara Gimenez, Marie-Jeanne Gobert, Gladys Grelaud, Sébastien Laborde, Pierre Lacaze, Camille Lainé, Véronique Mahé, Yannick Monnet, Maryse Montagnon, Christian Picquet, Hervé Poly, Guillaum Roubaud-Quashie, Aymeric Seassau, Nathalie Simonnet, Patricia Tejas, Évelyne Ternant Muriel Ternant, Karine Trottein et Shirley Wirden.